# LikeMe Coaster
#LikeMe Coaster (voorheen Viktor's Race, Dongo's Race en De Keverbaan) is een stalen juniorachtbaan en bevindt zich in het amusementspark Plopsaland Belgium.
De attractie werd in 1976 geopend als De Keverbaan in het toenmalige Meli Park. Na de verbouwing tot Plopsaland, bevindt de achtbaan zich in de zogenaamde "Wizzy en Woppy Zone". Sinds maart 2013 heet deze attractie Viktor's Race en behoort ze tot de Kaatje-zone. Sinds het begin van het parkseizoen 2014 staat er een volledig nieuwe kopie van deze achtbaan op dezelfde plaats.
In het voorjaar van 2022 is de attractie geherthematiseerd naar de populaire serie #LikeMe. De #LikeMe Coaster en Tik Tak maken deel uit van de Ketnet-zone.
De attractie is gebouwd door Zierer voor Meli Park en is van het model Tivoli Large. De baan staat opgesteld op een terrein van 37 op 42 m, en vormt een dubbele 8-figuur lay-out. Er kunnen tot 1.250 personen per uur de rit nemen. De lengte van de baan is 360 m en de hoogte maximaal 8 meter. De eerder lage maximumsnelheid van 36 km per uur is aangepast aan de leeftijd van de jonge doelgroep.

## Geschiedenis

### 1976-1999

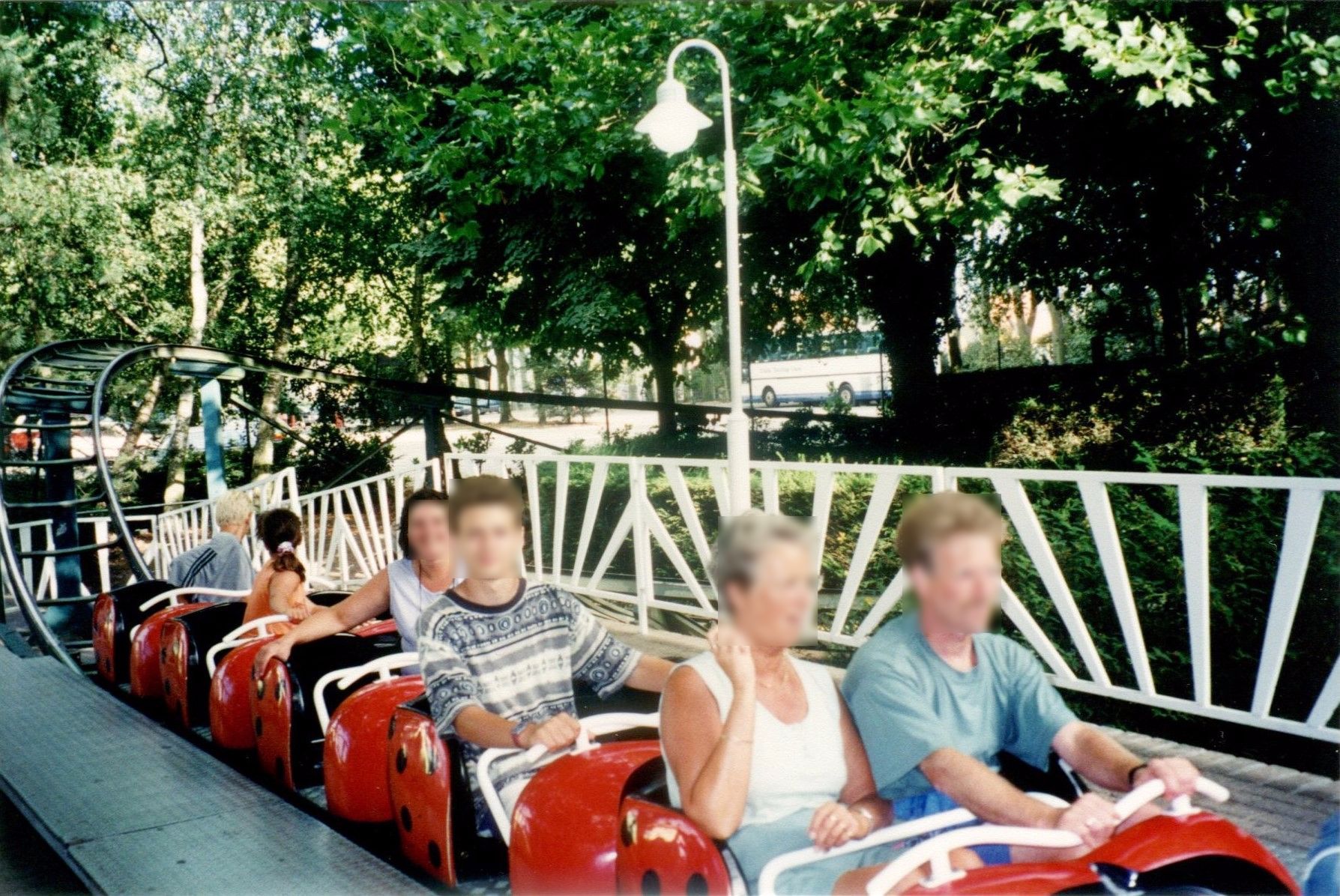

Tot de overname van het Meli Park in 1999 door Studio 100, heette de oudste achtbaan van België De Keverbaan (Frans: Le Scarabée Déchaîné). De wagentjes hadden de vorm van een kever. Oorspronkelijk was de baan rood en de ondersteuningen donkergroen. Tijdens de jaren '80 werd beslist om de volledige baan donkergroen te herschilderen. De baan bevond zich toen aan de voorkant van het park, ruwweg waar nu het plein voor de ingang is.

### 2000-2012
Plopsa verhuisde de achtbaan naar de locatie waar hij momenteel nog altijd staat, op de plaats waar zich ten tijde van Meli Park het doolhof bevond. Dit doolhof werd volledig afgebroken, het enige overblijfsel was de vuurtoren die zichtbaar was naast de lift van de attractie.
Samen met de verhuis werd de achtbaan ook grondig opgeknapt: de baan kreeg een nieuw bedieningshuisje, een nieuwe kleur (van donkergroen naar een rode baan met beige ondersteuningen) en nieuw hekwerk rond het station. De kevertjes maakten plaats voor de schildpad Dongo uit de kinderserie Wizzy en Woppy, zo werd de Keverbaan omgedoopt tot Dongo's Race. Vooraan de trein werd een groot decoratiestuk geplaatst van Dongo met vuurwerkpijlen op zijn rug. Enkele jaren later werden de beige ondersteuningen terug herschilderd naar donkergroen.

### 2013-2021
Sinds 2013 heeft deze achtbaan het thema van Viktor, een vriend van Kaatje van Ketnet.  De nieuwe naam van de baan is Viktor's Race. Samen met de vernieuwde Vaat, 'Kaatje Zoekt Eendje', vormen ze de nieuwe themazone 'De Wereld van Kaatje'. De trein werd gethematiseerd naar een raket, met Viktor op kop. Tussen de baan werden decoratiestukken geplaatst van planeten. Na het seizoen van 2013 werd de baan volledig vervangen door een identieke kopie. Sindsdien is de baan blauw en de ondersteuningen donkergrijs. Met de vervanging van de baan werd ook een volledig nieuwe trein en bedieningssysteem geïnstalleerd. Voor het eerst wordt de trein automatisch geremd in plaats van manueel.

### 2022-heden
Sinds het voorjaar van 2022 heeft de achtbaan het thema van de succesvolle tienerserie #LikeMe. Samen met Tik Tak is de attractie deel van de Ketnet-zone. Voor het eerst wordt een deel van de wachtrij en het station overdekt. Het nieuwe thema kent ook een verhaallijn doorheen de wachtrij. De planeten en de vuurtoren van de voorgaande thema's werden weggehaald. De vuurtoren werd vervangen door een lichtmast. De achtbaan en bijbehorende Ketnet-zone werden op 26 mei 2022 feestelijk geopend door de cast van #LikeMe en de nieuwe Ketnet-wrappers. 

## Sloop en heropbouw
In september 2013 werd bekendgemaakt dat de attractie gesloopt zou worden en dat er een nieuw exemplaar van zou teruggeplaatst worden. De originele baan sloot op 3 november 2013. Ook de trein werd vervangen door een nieuw exemplaar. Begin van het seizoen 2014 was deze heropbouw gerealiseerd.

## Trivia
- Een standbeeld van Viktor met zijn raket is nog te vinden net buiten de attractie. Alsook het huisje dat vroeger als ingang diende staat ten westen van de attractie op het pad richting de Nachtwacht-Flyer.
- Sinds 2006, ten tijde van Dongo's Race was een grote kooi met daarin een beeld van de papegaai Kasha te vinden als decoratie in het parcours van de attractie. Dit decoratiestuk werd eerder gebruikt als ingang bij het voormalige reuzenrad Kasha. Bij het veranderen van thema in 2013 werd het decoratiestuk verhuisd naar de wachtrij van de Rollerskater waar het na het seizoen van 2018 verwijderd werd.

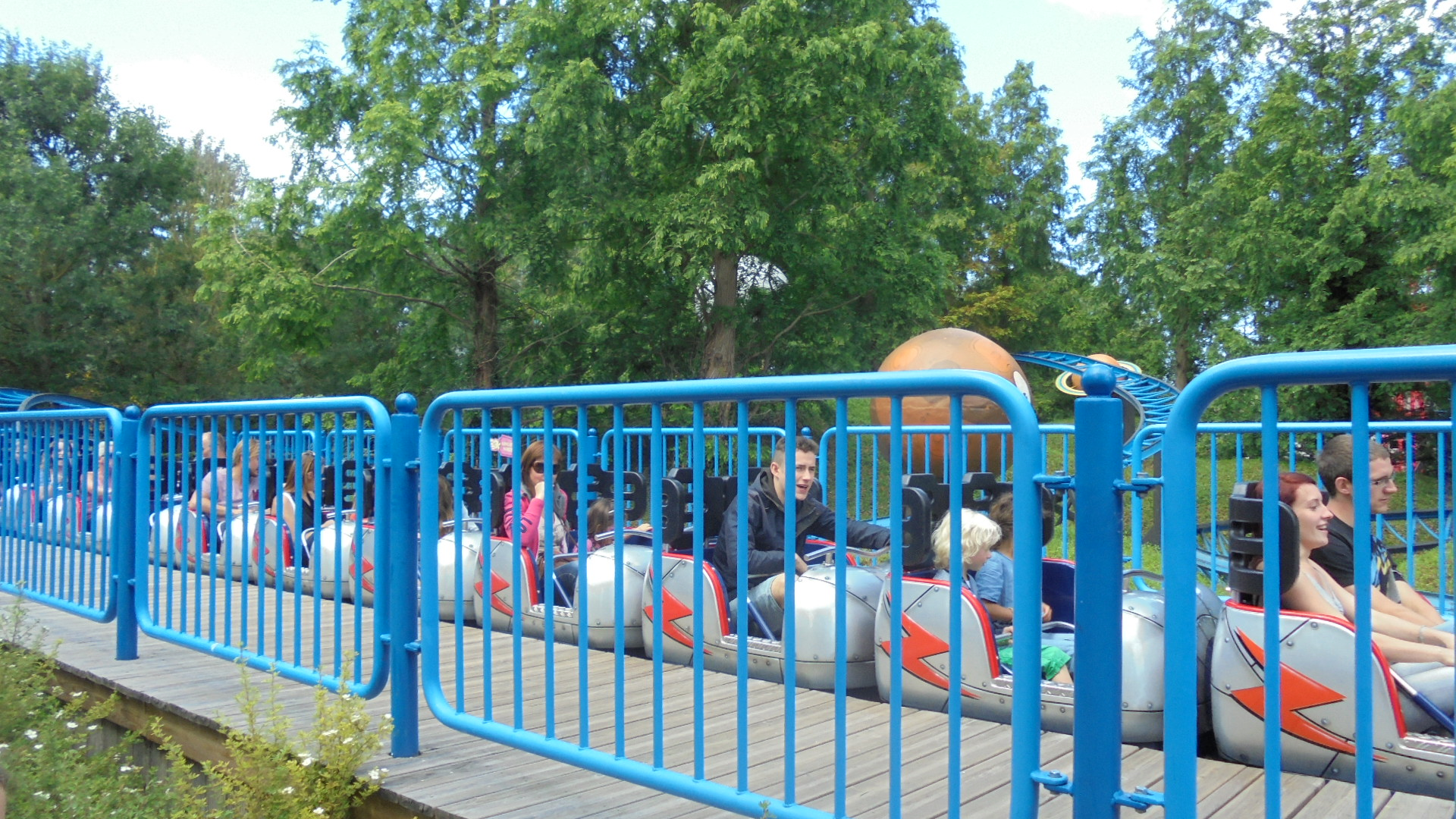
Station
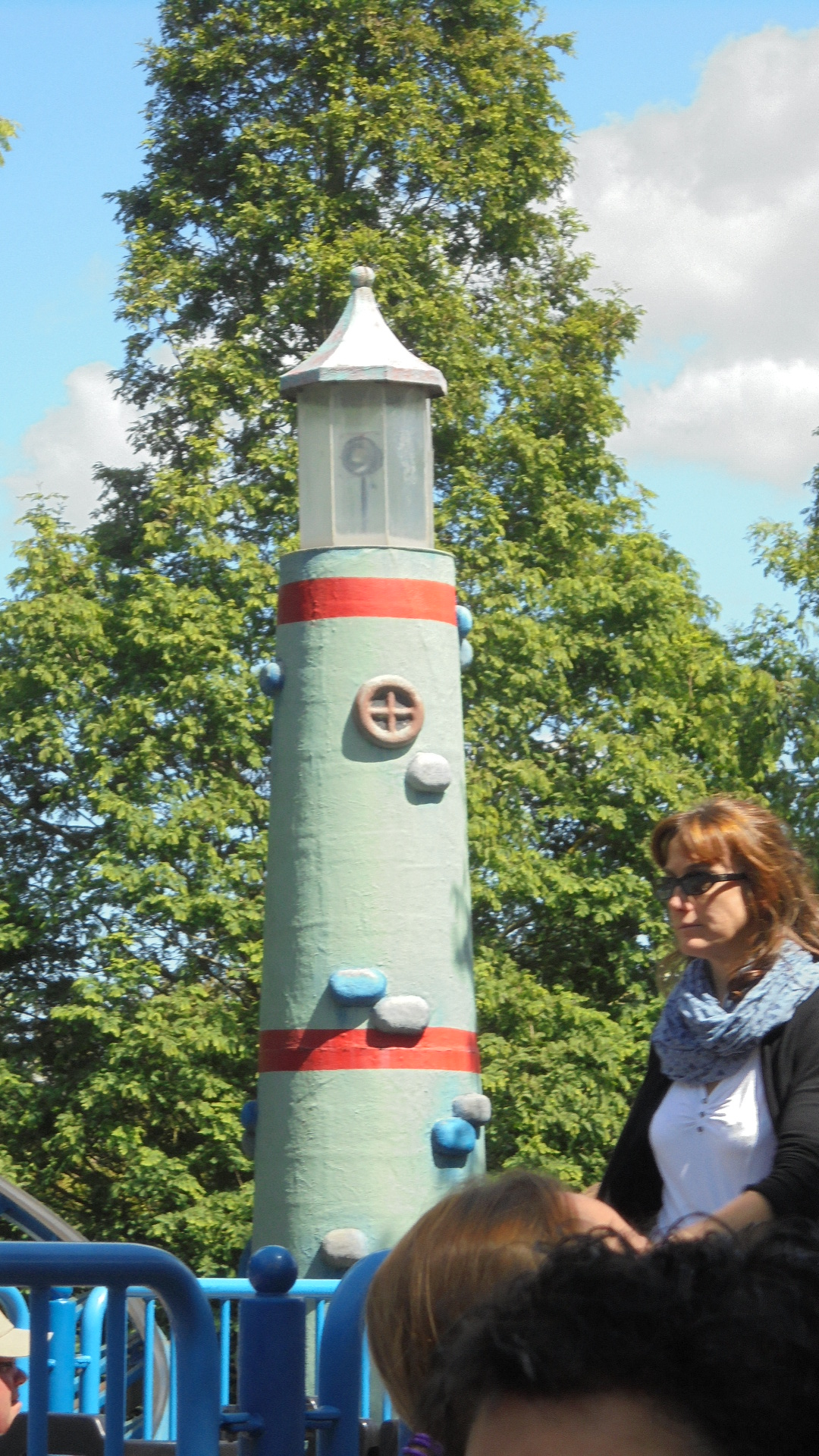
Thematisatie
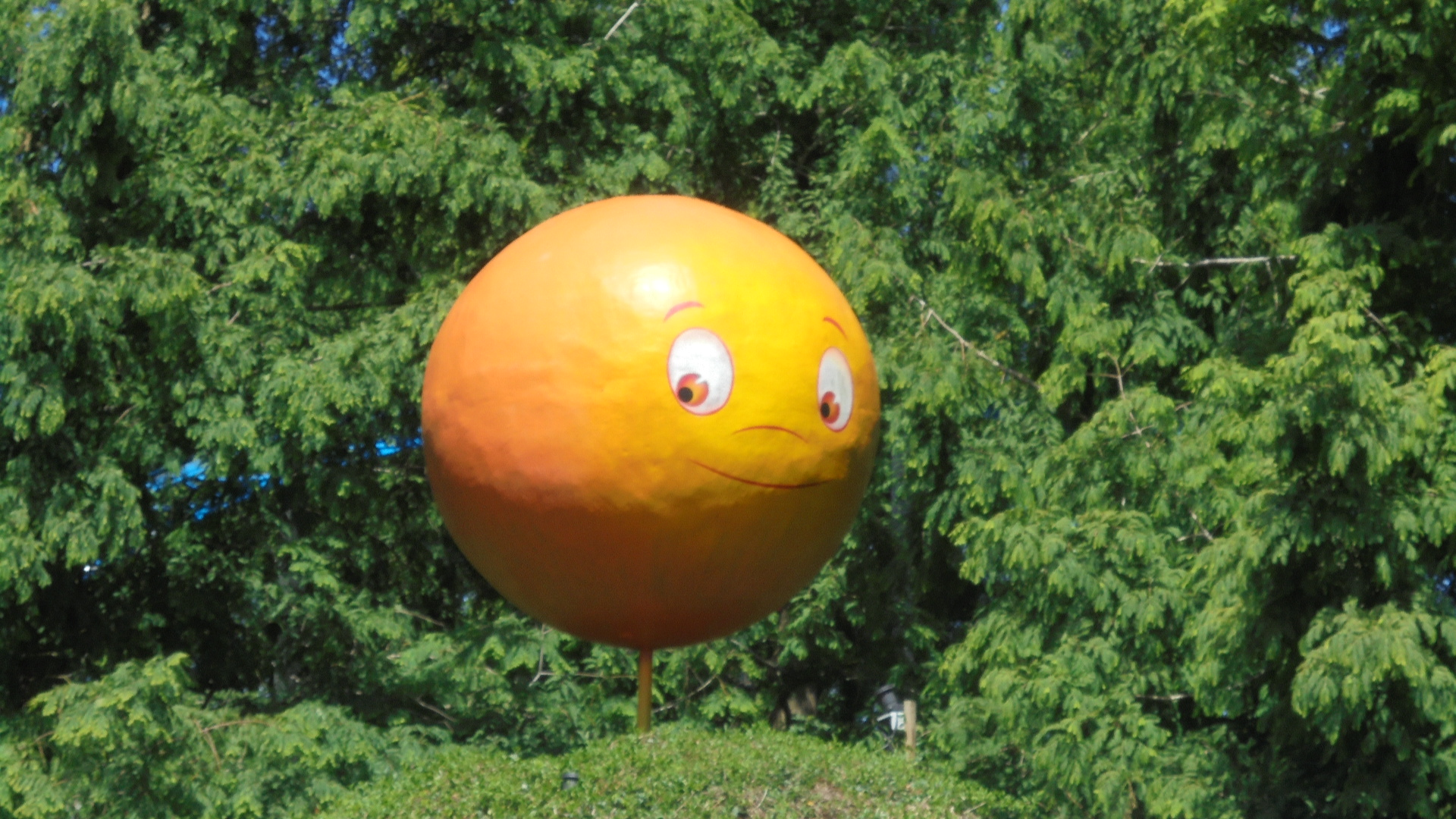
Thematisatie

Afbeeldingen